# Чебаркульский крановый завод
Чебарку́льский кра́новый заво́д — предприятие по производству стреловых кранов на гусеничном ходу. Находилось в Челябинской области, г. Чебаркуль. Принадлежало ООО «УралКрАЗ».
Специализировалось на выпуске:
- Стреловых кранов на гусеничном ходу с индексом «МКГ» грузоподъёмностью 25 т — МКГ-25.01А и модификаций с раздвижным гусеничным ходом в башенно-стреловом или стреловом исполнении.
- Монтажных блоков 10, 32, 50 т.
- Комплектующих к кранам («RDK», «СКГ» и «МКГ»).

На предприятии имелось собственное литейное производство.

## История «ЧКЗ»

### Советская эпоха
Датой образования завода является 1944 год, когда в г. Чебаркуль начал работать «Крановый завод № 1». Для расширения производства в 1989 году силами СМПО «Казстальмонтаж» (Минмонтажспецстрой СССР) на заводе был возведён новый цех. Коллектив завода в период расцвета составлял 1200 человек.

### Кризис предприятия

#### 2004—2009
В начале 1990-х завод был приватизирован, сменилось несколько собственников. Они почти не вкладывали деньги в развитие производства, и предприятие оказалось на грани банкротства. Завод накопил большие долги, оборудование морально и физически устарело, корпуса обветшали. Владельцем завода стало ЗАО «Синталис». В 2000-2003 годах владельцами была создана группа предприятий ООО «Литейное производство», ООО «Крановый завод», ООО «Чебаркульский крановый завод», располагавшие рабочей силой, имущество арендовалось у собственника.

### Восстановление
В 2009 году, новый собственник завода, ООО «УралКрАЗ», начал реконструкцию производства стоимостью 100 миллионов рублей, которая продлится до 2010 года. На первом этапе необходимо было восстановить сети и коммуникации. Одновременно планировалось комплексное восстановление литейного производства, в том числе закуп нового оборудования.
Далее в течение полугода должно было восстанавливаться кузнечно-прессовое производство. На последнем этапе планировалась реконструкция механического цеха. На каждом этапе должно было создаваться по 100—200 рабочих мест, а общая численность вновь набранных сотрудников составит 600 человек. Сейчас на предприятии запущена плавильная печь, завод выполняет заказы для Южно-Уральской железной дороги.
На литьё уже имелись заказы от предприятий нефтегазовой промышленности и ОАО «Российские железные дороги». Сталелитейное производство должно быть запущено уже к концу текущего года и сможет приносить прибыль. Кроме того, на заводе будут производиться комплектующие для кранов и осуществляться их ремонт,.
После банкротства за последние два года полностью восстановлены заводские мощности, в частности: построен новый газопровод и газораспределительный пункт, в результате полностью восстановлено газоснабжение. Построена и введена в эксплуатацию новая котельная с двумя котлами марки «ЗиОСаБ-500» с теплообменниками производства фирмы «Альфа Лаваль» (Голландия).
Изготовлены и смонтированы тепловые сети, налажено водоснабжение. Проведена реконструкция сталеплавильной эл. дуговой печи ДСП-3,5.

#### 2010-2017
В 2010 году в результате преступных действий завод остался без управления. К 2015 году предприятие оказалось без оборудования в разрушенном состоянии. В 2016 году ООО "Чебаркульский завод "Ресурс" было официально ликвидировано. В 2017 году было официально ликвидировано ЗАО "Чебаркульский крановый завод".

## Деятельность

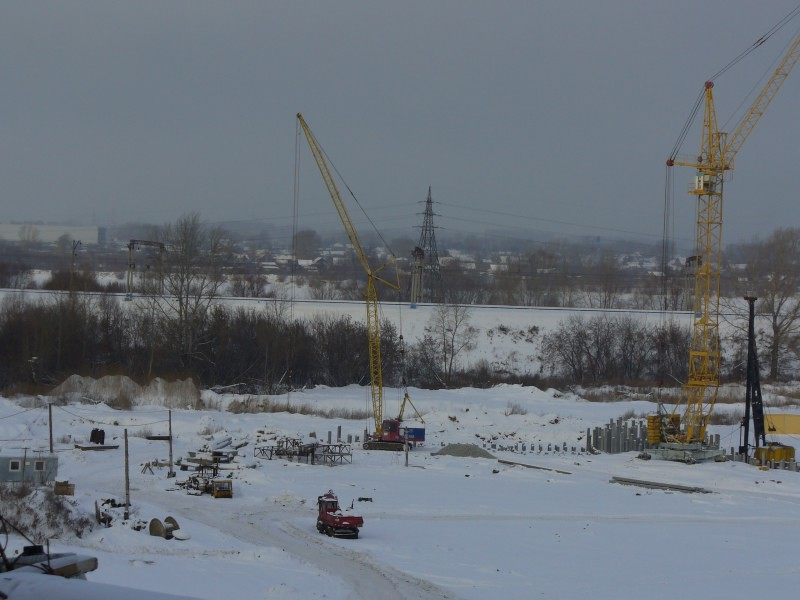
Гусеничный кран МКГ-25 (по центру) в башенно-стреловом исполнении

- По данным (2009) Министерства промышленности и природных ресурсов Челябинской области, завод в течение последних пяти лет находился в простое и в процессе рейдерской атаки едва не лишился производственных активов. В настоящее время (2009) новым собственником завода идёт восстановление предприятия[6]. Предприятие не выплачивало работникам заработную плату в течение 2 лет, в период с июля 2007 по 2009 год[4]. По состоянию на 2009 год штат завода составлял 30 человек[3].
- По состоянию на сентябрь 2009 года, завод уже имеет заказы на гусеничные краны типа МКГ-25.01А с раздвижным ходом от предприятий нефтегазовой промышленности и ОАО «РЖД»[11]. Одна из самых больших трудностей — нехватка квалифицированных рабочих кадров, а на январь 2010 года вместо полагающихся 120 человек на предприятии работало 80 работников. Плюс большие долги от прежних хозяев[12].

### Структура
- Механический цех
- Литейное производство
- Кузнечно-прессовое

### Руководство и собственники
- В 2000 году сообщалось, что Чебаркульский крановый завод будет продан одному из трёх реальных покупателей, готовых приобрести предприятие по цене от трёх до 10 миллионов рублей. В их числе «Уральская кузница», челябинская научно-производственная компания «Интеллект» и екатеринбургская фирма «ИнУрал»[6].
- 26 марта 2008 года генеральным директором ЗАО «Синталис» была избрана О. Шахова[4], впоследствии, в октябре 2009 года, арестованная в г. Москва по заявлению прежнего генерального директора о хищении акций ЗАО «Синталис»[11].
- 3 июля арбитражным управляющим ЗАО «Синталис» назначен Станислав Анисимов, который сообщил, что Н. Клепикова от имени генерального директора ЗАО «Синталис» совершила сделку по продаже 26 объектов недвижимости[4].
- В период с апреля по 8 июля 2008 года определением Арбитражного суда Челябинской области в отношении ООО «ЧКЗ» введена процедура наблюдения. Временным управляющим являлся Пётр Вагин, являющийся членом НП СРО АУ «Южный Урал» и являющийся одной из ключевых фигур ОАО «ЧМЗ»[7]. Согласно отчету независимого оценщика от 27 декабря 2007 года в имущественный комплекс ЗАО «Синталис», оценённый в 226 770 504,22 рубля, помимо упомянутых 26 объектов входили машины и оборудование рыночной стоимостью 22 654 142,45 рубля. Администрация г. Чебаркуль инициировала процедуру банкротства ЗАО «Синталис»[4]. В 2009 году у завода появился новый собственник завода, ООО «УралКрАЗ»[6].

### Продукция в разное время
В разное время завод выпускал:
- Краны на гусеничном ходу грузоподъёмностью 25 и 40 т: МКГ-25.01, МКГ-25.01А, МКГ-40[13].